# オセアニアにおける2019年コロナウイルス感染症の流行状況
オセアニアにおける2019年コロナウイルス感染症の流行状況（オセアニアにおける2019ねんコロナウイルスかんせんしょうのりゅうこうじょうきょう）では、オセアニアにおける新型コロナウイルス感染症（COVID-19）の流行状況および対策、対応などを扱う。

#### 感染者数

オーストラリアの州別感染者数
5,000人以上
500-4,999人
50-499人
5-49人
1-4人

## オーストラリアとニュージーランド

### オーストラリア

#### 感染の拡大
2020年1月25日、ビクトリア州で1人の感染が確認された。患者は50代の中国人男性で、1月19日に武漢からメルボルンに来たという。また、同日にニューサウスウェールズ州でも3名の男性の感染が確認された。
1月27日、武漢市の封鎖直前にオーストラリアに脱出した21歳の中国人女性留学生の感染が確認された。オーストラリアに到着した24時間以内に発症したという。
1月29日、ビクトリア州とクイーンズランド州でそれぞれ1人の感染が確認された。オーストラリア政府は武漢内外に滞在しているオーストラリア人を、難民申請者を収容する施設のあるクリスマス島に14日間隔離する方針を発表した。
1月30日、クイーンズランド州などで新たに2人の感染が確認された。
2月1日、ビクトリア州で1人、南オーストラリア州で2人の感染が確認された。
2月4日、クイーンズランド州で感染者2人の子供である8歳の男の子の感染が確認された。
2月5日と6日、クイーンズランド州で37歳の中国人旅行者男女2人の感染が確認された。
2月21日、ダイヤモンドプリンセス号からチャーター機で帰国した4人の感染が確認された。
2月22日、ダイヤモンドプリンセス号帰国者のうち、2人の感染が確認された。
2月23日、ダイヤモンドプリンセス号帰国者のうち、1人の感染が確認された。
2月26日、ダイヤモンドプリンセス号帰国者のうち、1人の感染が確認された。
2月28日、ダイヤモンドプリンセス号帰国者のうち、1人の感染が確認された。同日、クイーンズランド州でイランから帰国した63歳女性の感染も確認された。
3月1日、パースでダイヤモンドプリンセス号帰国者である78歳男性が死亡。同日、22日にイランから帰った40代男性、23日にイランからカタール経由でシドニーに到着した50代女性と、28日にイランからクアラルンプール、バリ島経由でメルボルンに到着した30代女性の感染が確認された。
3月2日、タスマニア州で29日にイランからローンセストン空港に帰国した40歳男性の感染が確認された。同日、シドニーで53歳男性医師、29日にイランからマレーシア経由で帰国した30代男性、イランから帰国した感染者の姉である40代女性の感染も確認された。
3月3日、クイーンズランド州で2月25日にドバイからブリスベンに到着した20歳の中国人男性、ニューサウスウェールズ州で28日にイランからクアラルンプール、シンガポール経由で入国した39歳男性、同日にシンガポールからシドニーに到着した53歳男性、韓国からシドニーに帰国した60代女性、日本からシドニーに帰国した60代女性、1日にイランからクアラルンプール経由でシドニーに帰国した30代男性の感染が確認された。
3月4日、ニューサウスウェールズ州でシドニー北部の介護施設の職員である50歳女性と同施設の入居者である82歳男性、クイーンズランド州でイランから帰国したローガン・シティ在住の26歳男性、ビクトリア州で26日にイランから帰国した30代男性、南オーストラリア州で1日にイランからクアラルンプール経由で帰国した40歳女性と海外帰国者である24歳女性、ノーザンテリトリーでシドニーからダーウィンに来た52歳旅行者の感染が確認された。また、3月3日にシドニーの介護施設で亡くなった95歳女性の死因について、ニューサウスウェールズ州の衛生当局は新型コロナウイルスに感染したと見られる。
3月5日、ニューサウスウェールズ州でシドニーの介護施設の入居者である70歳女性、別の介護施設に入居している高齢女性、53歳医師と同じ放射線科医療ゼミナールに参加した30代女性医師、ノーザンビーチ在住の30代女性、クロヌラ在住の50代男性、フィリピンから帰国した60歳女性、南オーストラリア州で40代女性の娘、台湾からアデレードに入国した58歳の作曲家ブレット・ディーン、西オーストラリア州でアイスランド・ロンドン旅行からドバイ経由で帰国した30代女性、クイーンズランド州でタイから帰国した81歳男性とロンドンからシンガポール経由で帰国したブリズベン在住の29歳女性の感染が確認された。
3月6日、ニューサウスウェールズ州で11歳の小学生、シドニーの介護施設の入居者である94歳女性、シンガポールから帰国したゴールバーンの市民1人、介護施設職員である24歳女性と21歳男性、感染者と接触した18歳女性、16歳の男子高校生、クイーンズランド州でイランから帰国したローガン・シティ在住の26歳男性の感染が確認された。
3月7日、ビクトリア州でデンバーからサンフランシスコ経由でメルボルンに帰国した医師、ニューサウスウェールズ州で国内接触者5人とドーハから帰国した70代男性、イタリアから帰国した60代男性、キャンベラとシドニーの間を往来していたオーストラリア国防軍の兵士1人、タスマニア州でネパールからシンガポール経由で帰国したホバート在住の20代男性の感染が確認された。
3月8日、ニューサウスウェールズ州で医療関係者1人を含む女性2人、オーストラリア国防軍の兵士1人、ビクトリア州でジャカルタからパース経由でメルボルンに入国した50代インドネシア人女性、西オーストラリア州でキューバからロンドン経由でパースに帰国した70代女性の感染が確認された。同日、シドニーの介護施設の入居者である82歳男性が死亡。
3月9日、ニューサウスウェールズ州でシドニーの70代男性1人、海外から帰国した40代男性、高校生3人、50代男性2人、最近フィリピンを旅行した30代女性、ビクトリア州で米国から帰国した2人とイランから帰国した1人、西オーストラリア州でイランから帰った男性の妻である60代女性と前日にメルボルンで感染が確認されたインドネシア人女性の息子である40代男性の感染が確認された。
3月10日、ニューサウスウェールズ州で接触者である4人、韓国から帰国した40代女性、香港から帰国した20代男性、介護施設の関係者である80代女性と40代女性、ビクトリア州でメルボルンのグラマー学校の50代女教師、シンガポールからメルボルンに戻った70代男性、ロサンゼルスから帰国した70代男性の感染が確認された。
3月11日、ビクトリア州でシアトルから帰国した50代男性、米国から帰国した20代女性、ベス・リブカー・レディース大学 の職員である50代男性とその同僚2人、西オーストラリア州でドバイやシドニーから来た3人、南オーストラリア州で帰国者2人、クイーンズランド州で米国から帰国した32歳女性とその接触者である31歳男性、クイーンズランド大学の学生1人、タスマニア州で南米からニュージーランド経由でホバートに入国した30代女性の感染が確認された。
3月12日、ニューサウスウェールズ州で13人、クイーンズランド州で滞在中の映画俳優トム・ハンクスとリタ・ウィルソン夫婦を含む7人、ビクトリア州で帰国者の男性5人と接触者である男性1人、南オーストラリア州で40代女性とヨーロッパからアデレードに帰国した60歳前後の男女2人の感染が確認された。
3月13日、クイーンズランド州で内務大臣ピーター・ダットン、ロックハンプトンを訪れていた男性1人やキンガロイ在住の1人を含む8人、タスマニア州でタスマニア大学の関係者である40代女性、西オーストラリア州で5人、南オーストラリア州でASCの従業員や高校生など4人、ビクトリア州で9人、ニューサウスウェールズ州で14人の感染が確認された。
3月14日、南オーストラリア州でイギリスから帰国した30代女性、米国から帰国した50代男性、国内接触者である80代女性、西オーストラリア州で米国・カナダ・インドネシアから帰国した3人、ニューサウスウェールズ州で20人、ビクトリア州で13人、クイーンズランド州で11人の感染が確認された。
3月15日、クイーンズランド州でチャンネル9の司会者リチャード・ウィルキンズなど15人、南オーストラリア州で米国から帰国した60代女性、西オーストラリア州で60代女性、タスマニア州で50代女性の感染が確認された。また、13日にニューサウスウェールズ州でクイーンズランド州ノーサビル在住の77歳女性、14日にシドニーの介護施設の入居者である90歳女性が死亡したことも分かった。
3月16日、ニューサウスウェールズ州で37人、クイーンズランド州で上院議員スーザン・マクドナルドら7人、南オーストラリア州でアデレードの寄宿学校の12歳女学生、高校の女教師やフィリピンから帰国した50代女性など十数人、西オーストラリア州でハワイから帰国した1人を含む10人の感染が確認された。
3月17日、ビクトリア州で23人、ニューサウスウェールズ州で上院議員アンドリュー・ブラッグを含む39人、南オーストラリア州でアデレード在住の2人の感染が確認された。同日、シドニーで86歳男性が死亡。
3月18日、キャンベラでジャカルタからシドニーに入国した70代女性、西オーストラリア州で4人、クイーンズランド州で16人、ニューサウスウェールズ州で57人、ビクトリア州で27人、南オーストラリア州で5人、タスマニア州で3人の感染が確認された。
3月19日、ニューサウスウェールズ州で81歳女性が死亡。
3月20日、前日にシドニーに停泊していたルビー・プリンセス号から下船した3人がシドニーとタスマニア州で感染が確認された。

#### オーストラリア政府の対応
2020年2月1日、スコット・モリソン首相は中国経由でオーストラリアに来た者に対して入国拒否を発表した。
2月7日、新型コロナウイルス感染症 (COVID-19) に対する緊急対応計画を発表し、COVID-19については多くのことが未だ明らかになっていないとした上で、パンデミックへの対応にあたり国境管理と連絡を強化していくとした。

### ニュージーランド
2020年2月28日、26日にテヘランからバリ島経由でオークランドに帰国した60代男性の感染が確認された。
国内の感染者数は累計1,744人である。市中の感染は、5月1日を最後に確認されておらず、8月現在、市民はコロナ以前とほぼ同じ生活を送っている。

## ミクロネシア

### ミクロネシア連邦
2020年1月31日、ミクロネシア連邦政府は緊急事態宣言を発出し、中国本土からの入国を禁止した。2月3日には感染者が確認された日本などに対して直接入国を禁止した。
2021年1月11日、船の乗員の感染が確認された。

### キリバス
2020年2月10日、キリバスは中国、シンガポール、韓国、日本、マレーシア、ベトナム、タイからの入国を制限した。

### マーシャル諸島
2020年10月28日、クエゼリン環礁にある米軍駐屯地の35歳女性と46歳男性職員の感染が確認された。

### ナウル
2022年4月2日、2人の感染者が初めて確認された。

## ポリネシア

### ツバル
2020年2月5日、ツバルは中国本土からの入国を禁止し、香港、日本、シンガポール、タイからの入国を制限した。
2022年5月20日、検疫により3人の感染が初めて報告された。

### サモア
2020年2月7日、サモアは中国本土、香港、マカオ、日本、シンガポール、タイからの入国を制限した。
2020年11月19日、ニュージーランドのオークランド経由で帰国した男性船乗りの感染者が確認された。

### アメリカ領サモア
2020年11月9日、寄港したコンテナ船の乗組員3人の感染が確認された。

### トンガ
2021年10月30日、ニュージーランド、クライストチャーチからトンガに帰国した季節労働者の感染が確認された。

### クック諸島
クック諸島は2021年12月4日、世界的大流行が始まって以来初めて、コロナ感染者が見つかったと発表した。

### ニウエ
ニウエは2022年3月9日、ニュージーランドからの旅行者が最初のコロナ感染者であることを発表した。

### トケラウ
トケラウは、2022年12月21日に最初のCovid19感染者が認められたことを発表した。

## メラネシア

### フィジー
2020年3月19日、ラウトカでアメリカ・ニュージーランドを訪れていたフィジー航空の男性客室乗務員の感染が確認された。
3月21日、最初の感染者の母親の感染が確認された。
3月23日、最初の感染者の親族である1歳乳児の感染が確認された。
3月24日、シドニーからスバに帰国した男性1人の感染が確認された。

### パプアニューギニア
2020年3月20日、ラエでスペインから来た45歳イタリア人男性の感染が確認された。

### ソロモン諸島
2020年10月3日にソロモン諸島最初の感染例が確認された。

### バヌアツ
2020年11月10日、同月4日に米国からオーストラリア経由で帰国した23歳男性の感染者が確認された。
2021年4月21日、初の死者確認。